# Megaselia spiniclasper
Megaselia spiniclasper är en tvåvingeart som beskrevs av Borgmeier 1964. Megaselia spiniclasper ingår i släktet Megaselia och familjen puckelflugor.
Artens utbredningsområde är Arizona. Inga underarter finns listade i Catalogue of Life.